# Безруков, Владислав Викторович
Владисла́в Ви́кторович Безру́ков (25 февраля 1940 — 16 сентября 2023) — советский и украинский медик, доктор медицинских наук (1983), академик Национальной академии медицинских наук Украины (с 2011; профессор с 1998), заслуженный деятель науки и техники Украины (1998), лауреат Государственной премии Украины в области науки и техники (2003), директор Института геронтологии АМН Украины (с 1988); художник.

## Биография
Родился 25 февраля 1940 года.
Образование: Национальный медицинский университет имени А. А. Богомольца, Институт геронтологии АМН Украины.
Заведующий лабораторией социальной геронтологии (1989—2004), заведующий лабораторией физиологии с 1999 года, а с 1988 года — директор этого Института.
Скончался 16 сентября 2023 года.

## Научная деятельность
Основные направления научно-исследовательской работы: физиология старения (изучение изменений в нейрогуморальній регуляции кровообращения, систем антиоксидантной защиты и оксида азота, эндотелиальной дисфункции гипоталамических механизмов старения организма, возрастных особенностей гипоталамической регуляции вегетативных и эндокринных функций, роли гипоталамических нарушений в развитии возрастно-зависимой патологии, гипоталамических влияний на продолжительность жизни) и социальная геронтология (изучение феномена долголетия, ускоренного старения населения Украины, социально-гигиенических факторов риска развития возрастно-зависимых заболеваний, оценка состояния здоровья и потребностей в различных видах медико-социальной помощи людям пожилого возраста).
Автор более 530 научных трудов, в том числе 23 монографий и учебных пособий по физиологии и социальной геронтологии, 4 авторских свидетельств. Подготовил 4 докторов и 10 кандидатов наук.
Главный редактор научно-практического журнала «Проблемы старения и долголетия»; член редколлегий или редакционных советов журналов «Журнал Академии медицинских наук Украины», «Кровообращение и гемостаз», «Врачебное дело» и других изданий.

## Награды
- Орден князя Ярослава Мудрого V степени (21 августа 2015) — за значительный личный вклад в государственное строительство, консолидацию украинского общества, социально-экономическое, научно-техническое, культурно-образовательное развитие Украины, активную общественную деятельность, весомые трудовые достижения и высокий профессионализм[6]
- Заслуженный деятель науки и техники Украины (3 апреля 1998) — за заслуги в развитии здравоохранения, внедрение новых методов диагностики и лечения, высокий профессионализм[3]
- Государственная премия Украины в области науки и техники (23 декабря 2003) — за цикл научных трудов «Исследования фундаментальных механизмов действия оксида азота на сердечно-сосудистую систему как основы патогенетического лечения её заболеваний»[4]
- Премия НАН Украины имени Н. Д. Стражеско (2000) и премия имени Т. И. Єрошевського (Россия, 2001).
- Медали «В память 1500-летия Киева» и «Ветеран труда».

## Творчество
Рисовать начал с детства, овладел техникой рисованием карандашом, тушью, акварелью, пастелью, масляными красками. Большинство художественного наследия составляют пейзажи, также городские пейзажи, портреты, натюрморты.